# Chatka AKT na Pietraszonce
Chatka AKT na Pietraszonce – studenckie górskie schronisko turystyczne (chatka studencka, schron turystyczny) prowadzone przez Akademicki Klub Turystyczny „Watra” z Gliwic, w Beskidzie Śląskim, położone na polanach przysiółka Pietraszonka, w jego wschodniej części zwanej Szałasami, na południe od Baraniej Góry. Terytorialnie należy do Istebnej (przysiółek Pietraszonka występuje na mapach także jako Pietroszonka).

## Historia
Chatka od stycznia 1968 znajduje się pod opieką Akademickiego Klubu Turystycznego „Watra” z Gliwic i jest najstarszym działającym tego typu obiektem w Beskidach. 4 lutego 1968 odbyło się w chatce pierwsze zimowisko, podczas którego zostały nadane nazwy kolejnych pomieszczeń:
- Waletówka – ze względu na zastanych na miejscu niezapowiedzianych gości z Krakowa;
- Saloon – główne pomieszczenie chatki;
- Żarnówka – od żaren znalezionych wewnątrz pomieszczenia, w momencie zakupu chatki pomieszczenie wykorzystywane było jako magazyn na zboże, obecnie znajduje się tam kuchnia;
- Prezesówka – ze względu na ilość spędzanego w tym pomieszczeniu czasu przez ówczesnego prezesa AKT oraz jego partnerkę;
- Szwagrówka – podczas pierwszego zimowiska spał tam niedoszły szwagier pierwszego kierownika chatki, obecnie znajduje się tam biuro i pomieszczenie dla obsługi;
- Służbówka – w tym pomieszczeniu spały osoby starające się o członkostwo w AKT, a w ramach swoich starań musiały usługiwać swoim starszym kolegom;
- Szpokówka – od pseudonimu osoby, która tam organizowała imprezy „śpiewane” i sypiała w początkowym okresie działania chatki.

W późniejszym okresie powstały jeszcze tzw. bokówki, czyli pomieszczenia ze skośnym sufitem dla par: Błękitna i Purpurowa - obie nazwy od koloru na jaki zostały pomalowane belki z więźby dachowej wystające w pomieszczeniach, oraz 'Psiarnia', z czasem przemianowana na 'Ptasiarnię' od pseudonimu pary, która w 2002 r. zorganizowała na Chatce swoje wesele oraz spędziła tam swoją noc poślubną.
Przez lata obiekt był stale remontowany, w latach 70. XX wieku w miejscu tylnego wejścia do chatki wybudowano łazienkę.
Do czasów współczesnych dwa razy został wymieniany dach, wybudowano przyłącze wodne od studni sąsiada, rozebrano barak znajdujący się za drewutnią, a do lat 80. pełniący rolę dodatkowego miejsca noclegowego.
W latach 2011–2013 dzięki wsparciu finansowemu Politechniki Śląskiej powstała studnia głębinowa, nowa łazienka, wymieniono dach i instalację elektryczną oraz wybudowano oczyszczalnię ścieków. Ponadto, wyłącznie dzięki hojności gości oraz środkom stowarzyszenia wybudowano nową drewutnię, wyremontowano kuchnię wraz z nowym piecem kuchennym oraz zmodernizowano system ogrzewania.
Przed przejęciem przez AKT był wielokrotnie przebudowywany i rozbudowywany, kształt zbliżony do dzisiejszego przybrał w latach 20 XX wieku, kiedy to dobudowana została część w której znajduje się saloon oraz kuchnia. Dokładnej daty powstania pierwotnego obiektu nie udało się ustalić. Nie zachowały się żadne dokumenty oraz nie znaleziono daty na fundamentach czy konstrukcji. W latach 50. XX wieku w domu mieszkał lokalny leśniczy.

## Szlaki turystyczne
Wokół obiektu przebiega kilka szlaków turystycznych. Tuż przy chatce przebiega  szlak pieszy z Istebnej-Tartaku do schroniska PTTK Przysłop pod Baranią Górą.
W odległości około 15 min marszu od chatki znajduje się węzeł szlaków na górze Karolówka, gdzie krzyżują się: 
 szlak pieszy - z Koniakowa na Baranią Górę,
 szlak pieszy - z Istebnej na Baranią Górę,
 szlak pieszy - szlak łącznikowy pomiędzy Karolówką a  Głównym Szlakiem Beskidzkim.

## Imprezy turystyczne
Przez lata obiekt dorobił się własnej specyficznej kultury, czego objawem są liczne imprezy, takie jak:
- Święto Chatki – czyli doroczna impreza przebierańców odbywająca się w urodziny chatki,
- Zimowisko – czyli tygodniowe zajęcia sportowo-rekreacyjne oraz kulturalne,
- BIgOS – Beskidzka Integracja Organizacji Studenckich Politechniki Śląskiej – doroczny rajd organizowany dla działaczy organizacji studenckich działających przy Politechnice Śląskiej,
- Łasunalia Chatkowe – czyli słodkie zakończenie wakacji studenckich, impreza odbywa się w ostatni weekend wakacji, a polega na wspólnym konsumowaniu różnego rodzaju słodyczy,
- Wigilia Chatkowa – czyli przedświąteczne spotkanie ludzi związanych z Akademickim Klubem Turystycznym „Watra” oraz chatką,

Poza tymi tradycyjnymi imprezami, odbywają się jeszcze liczne pokazy slajdów podróżników, koncerty oraz śpiewogrania. Najbardziej znanym minifestiwalem turystycznym odbywającym się w chatce są „Karpaty Rumuńskie w Weekend”, które odbywają się co dwa lata (w latach nieparzystych) na przełomie listopada i grudnia.

## Warunki pobytu
Chatka jest czynna w każdy weekend od 1 października do 30 czerwca z wyjątkiem: sylwestra, wigilii i pierwszego dnia świąt bożonarodzeniowych i świąt wielkiej nocy. W okresie od 1 lipca do 30 września i w okresie sesji egzaminacyjnej zimowej oraz ferii na Politechnice Śląskiej obiekt jest czynny bez przerwy.
W budynku znajduje się około 46 miejsc noclegowych w warunkach turystycznych (18 na łóżkach piętrowych, pozostałe na materacach). Dodatkowo około 16 miejsc noclegowych znajduje się w pomieszczeniu nad drewutnią. W obiekcie znajduje się kuchnia, w której można przygotować posiłek we własnym zakresie, umywalnia oraz salon.
Obiekt jest prowadzony non profit, w związku z czym opłaty przyjmowane przez obsługę chatki są przeznaczane na prowadzenie obiektu oraz bieżące remonty.